# Liste der Kunstwerke im öffentlichen Raum in Wien/Penzing
Diese Liste der Kunstwerke im öffentlichen Raum in Penzing enthält die im „Wien Kulturgut“ (digitalen Kulturstadtplan der Stadt Wien) gelisteten Kunstwerke im öffentlichen Raum (Public Art) im Bezirk Penzing.
Gedenktafeln sind in der Liste der Gedenktafeln und Gedenksteine in Wien/Penzing angeführt.

## Kunstwerke
| Foto |                 | Name                                                                                                   | Typ                                      | Standort                                                                                                   | Künstler                           | Datierung          | Beschreibung | Metadaten                                                                                   |
| ---- | --------------- | --- | ---------------------------------------- | --- | ---------------------------------- | ------------------ | --- | ------------------------------------------------------------------------------------------- |
| ja   | Datei hochladen | Bewegungsrhythmus ID: 41936                                                                            | Profanplastiken/Kunst am Bau freistehend | Anzbachgasse 31 Standort                                                                                   | Kurt Ohnsorg                       | 1970               | Hartsteinzeugplastik | Standort: Wohnhausanlage links vom Zugang zur Anlage im Grünbereich                         |
| ja   | Datei hochladen | Organische Struktur ID: 42369                                                                          | Profanplastiken/Kunst am Bau freistehend | Anzbachgasse 31 Standort                                                                                   | Heinrich Tahedl                    | 1969               | Betonwand mit Mosaik | Standort: Wohnhausanlage links vom Zugang zur Anlage im Grünbereich                         |
| ja   | Datei hochladen | Eleonorensäule ID: 45080 HERIS-ID: 28428 Objekt-ID: 25014                                              | Sakrale Kleindenkmäler                   | Bei Hauptstraße 20 Standort                                                                                |                                    | 1685               | Der Aufsatz dieses barocken Steinpfeilers auf quadratischem Sockel ist volutensgeschmückt mit Relieffeldern, am Schaft befinden sich nur mehr teilweise lesbare Wappenkartuschen.                                                                                | Standort: Vor der Bahnüberführung                                                           |
| ja   | Datei hochladen | freistehende Mosaikwand „Lebensrhythmus“ ID: 41402                                                     | Profanplastiken/Kunst am Bau freistehend | Breitenseer Straße 68-74 Standort                                                                          | Eduard Robitschko, Karl Gunsam     | 1959               | Betonwände mit Keramikmosaiken | Standort: Wohnhausanlage                                                                    |
| ja   | Datei hochladen | Hl. Johannes von Nepomuk ID: 45103                                                                     | Sakrale Kleindenkmäler                   | Breitenseer Straße 78-80 Standort                                                                          |                                    | Mitte 18. Jh.      | Sekundäraufstellung einer Figur des hl. Johannes Nepomuk mit zwei Putti auf einem Altar mit Reliefdarstellung des Brückensturzes | Standort: In moderner Metall-Glas-Konstruktion im Durchgang                                 |
| ja   | Datei hochladen | Türkensteine ID: 45091 HERIS-ID: 28481 Objekt-ID: 25070                                                | Denkmäler                                | Ca. 600 Meter südöstlich Mauerbachstraße 47 Standort                                                       |                                    |                    | Es handelt sich um einzelne Spolien, die von Gideon Ernst von Laudon 1789 aus Belgrad mitgebracht wurden, um ein Grabmonument im türkischen Stil zu erbauen. Da dieser Plan nicht verwirklicht wurde, wurden sie im 19. Jh. in eine Natursteinmauer eingelassen. | Standort: Im Wald nördlich der Mauerbachstraße, entlang Stadtwanderweg 8                    |
| ja   | Datei hochladen | Joseph Ressel ID: 45076                                                                                | Denkmäler                                | Forstliche Bundesversuchsanstalt, Hauptstraße 32-34 Standort                                               | Joseph Kassin                      | 1893               | Steinsockel mit Inschrift und Attributen (Anker, Schiffsschraube, Lorbeer) und einer Metallbüste von Joseph Ressel. | Standort: Im Park                                                                           |
| ja   | Datei hochladen | Hl. Johannes von Nepomuk ID: 45072                                                                     | Sakrale Kleindenkmäler                   | gegenüber Mauerbachstraße 36 Standort                                                                      |                                    | Mitte 18. Jh.      | Steinfigur des hl. Johannes Nepomuk mit gefalteten Händen, Kruzifix und Märtyrerpalme | Standort: In der Wiese neben der Straße vor Schloss Laudon (Mauerbachstraße 43)             |
| ja   | Datei hochladen | Friedensmahnmal ID: 73999                                                                              | Denkmäler                                | Guldengasse / Baumgartenstraße. Guldenpark. Standort                                                       |                                    | 2009               | Denkmal aus Stein in Buchform |                                                                                             |
| ja   | Datei hochladen | Bockender Esel mit Reiter ID: 42424                                                                    | Profanplastiken/Kunst am Bau freistehend | Hackinger Straße 32 Standort                                                                               | Elisabeth Turolt                   | 1967               | Bronzeplastik | Standort: Wohnhausanlage                                                                    |
| ja   | Datei hochladen | Vogeltränke ID: 42650                                                                                  | Profanplastiken/Kunst am Bau freistehend | Hackinger Straße 32 Standort                                                                               | Luise Wolf                         | 1967               | Kunststeinbrunnen mit Keramikmosaiken | Standort: Wohnhausanlage, Stg. 15                                                           |
| ja   | Datei hochladen | Aufstrebende vegetative Form ID: 41424                                                                 | Profanplastiken/Kunst am Bau freistehend | Hackinger Straße 34 Standort                                                                               | Helene Hädelmayr                   | 1967               | Kunststeinplastik | Standort: Wohnhausanlage                                                                    |
| ja   | Datei hochladen | Grabmal Ernst Gideon Freiherr von Laudon (Loudon) ID: 45093 HERIS-ID: 28485 Objekt-ID: 25074           | Grabmäler/Grabhaine                      | Hadersdorf, im Wald nördlich der Mauerbachstraße, ca. 250 Meter südöstlich von Mauerbachstraße 47 Standort | Heinrich Füger, Franz Anton Zauner | 1791               | Auf einem Stufensockel steht klassizistischer Sarkophag (Kenotaph für Gideon Ernst von Laudon), an dessen Seitenwänden sich Relieftondi mit flankierenden knienden Rittern und Inschriftentafeln befinden. Ein trauernder Ritter fungiert als Grabwächter.       |                                                                                             |
| ja   | Datei hochladen | Ernst Gideon von Laudon als antiker Philosoph ID: 45094                                                | Profanplastiken/Kunst am Bau freistehend | Hadersdorf, Schloss Laudon, Mauerbachstraße 43 Standort                                                    |                                    | 1788               | Die Figur eines antiken Philosophen war für das Grabmal von Gideon Ernst von Laudon geplant | Standort: Im sog. Botanischen Garten, südöstlich an das Schloss anschließend                |
| ja   | Datei hochladen | Jäger ID: 45095                                                                                        | Profanplastiken/Kunst am Bau freistehend | Hadersdorf, Schloss Laudon, Mauerbachstraße 43 Standort                                                    |                                    | 19. Jh.            | Sekundäraufstellung eines Jägers in antikisierender Tracht mit einem Hasen in der Hand | Standort: Im sog. Botanischen Garten, südöstlich an das Schloss anschließend                |
| ja   | Datei hochladen | Statuen im Hof von Schloss Laudon ID: 45271                                                            | Profanplastiken/Kunst am Bau freistehend | Hadersdorf, Schloss Laudon, Mauerbachstraße 43 Standort                                                    |                                    | 2. Hälfte 18. Jh.  | Eine weibliche Figur in einer Brunnenschale, zwei Puttengruppen (je zwei Putti auf profilierten Sockeln) und fünf Vasen auf Steinpostamenten | Standort: Im Innenhof                                                                       |
| ja   | Datei hochladen | Zwei Eberplastiken ID: 45272                                                                           | Profanplastiken/Kunst am Bau freistehend | Hadersdorf, Schloss Laudon, Mauerbachstraße 43 Standort                                                    |                                    | 2. Hälfte 18. Jh.  | Die einander zugewandten Eberfiguren auf hohem Steinsockel markierten den Eingang zum Laudonschen Tiergarten. | Standort: Nordwestlich des Schlosses, Grenze des heutigen Areals                            |
| ja   | Datei hochladen | Plastik „Sphinx“ ID: 42490                                                                             | Profanplastiken/Kunst am Bau freistehend | Hadikgasse 288 – 294/Stg. 3 Standort                                                                       | Hilde Uray                         | 1954               | Natursteinplastik | Standort: Wohnhausanlage, im Vorgarten                                                      |
| ja   | Datei hochladen | Jung-Brunnen ID: 45073                                                                                 | Brunnen                                  | Hadikpark, am östlichen Ende bei der Schönbrunner Schlossbrücke Standort                                   | Rudolf Panholzer                   | 1906               | Rundes Brunnenbecken mit weiblicher Marmorfigur auf einem Felsensockel | Standort: Hinter dem westlichen Geländer der Schönbrunner Schlossbrücke                     |
| ja   | Datei hochladen | Franz Xaver Freiherr von Mayr ID: 45089                                                                | Denkmäler                                | Hadikpark, auf Höhe Hadikgasse 56 Standort                                                                 |                                    | 1840               | Auf einem hohen Vierkantsockel befindet sich die Figur des Glaubens mit aufgeschlagenen Buch. Sie soll an Franz Xaver Mayr erinnern, der das Gelände des Parks an die Gemeinde Penzing geschenkt hatte.                                                          | Standort: Nahe der Kennedybrücke                                                            |
| ja   | Datei hochladen | Hl. Josef mit Jesusknaben ID: 45097                                                                    | Sakrale Kleindenkmäler                   | Hauptstraße 7, vor dem Eingang zur Pfarr- und Wallfahrtskirche Maria Heimsuchung Standort                  |                                    | 1729               | Darstellung des hl. Joseph, in den Armen das Jesukind und ein Astkreuz haltend |                                                                                             |
| ja   | Datei hochladen | Hl. Anna mit Maria als Kind ID: 45098                                                                  | Sakrale Kleindenkmäler                   | Hauptstraße 7, vor dem Eingang zur Pfarr- und Wallfahrtskirche Maria Heimsuchung Standort                  |                                    | 1729               | Darstellung der hl. Anna mit Maria als Kind und einem Buch in der Hand |                                                                                             |
| ja   | Datei hochladen | Kruzifix Vulgo: Schäderkreuz ID: 45081                                                                 | Sakrale Kleindenkmäler                   | Hauptstraße 84 Standort                                                                                    |                                    | 1861               | Holzkreuz mit Giebelüberdachung und Metallkorpus, von einem gewissen Johann Schäder gestiftet | Standort: In Grünfläche bei der Bushaltestelle, zwischen zwei Ahornbäumen, vor der Apotheke |
| ja   | Datei hochladen | Kriegerdenkmal 1914–1918 ID: 74002                                                                     | Denkmäler                                | Herzmanskystraße / Kielmannseggbrücke 7 / Hauptstraße 118 Standort                                         | Franz Aufhauser                    | 1933               | Mehrstufiger Aufbau mit bekrönender Adlerfigur |                                                                                             |
| ja   | Datei hochladen | Sonne ID: 42105                                                                                        | Profanplastiken/Kunst am Bau freistehend | Hütteldorfer Straße 254-258 Standort                                                                       | Fritz Pilz                         | 1971               | Plastik aus Carrara-Marmor | Standort: Wohnhausanlage                                                                    |
| ja   | Datei hochladen | Doppelgrab der Freiherrn Alexander und Olivier von Laudon ID: 45233 HERIS-ID: 30618 Objekt-ID: 27370   | Grabmäler/Grabhaine                      | Im Wald nördlich der Mauerbachstraße, ca. 1,3 km südöstlich Mauerbachstraße 48 Standort                    |                                    | 1822/1881          | Zwei mit Gitter umschlossene Tumbendeckel für Alexander und Olivier von Laudon | Standort: Entlang Stadtwanderweg 8                                                          |
| ja   | Datei hochladen | Jüngling mit Gans ID: 78381                                                                            | Profanplastiken/Kunst am Bau freistehend | Jenullgasse 9-15/Rupertg. 16-6 Standort                                                                    | Josef Heu                          | 1931               | Bronzeplastik einer unbekleideten Knabenfigur mit einer Gans, die Schnabel und Schwingen geöffnet hält | Standort: Wohnhausanlage                                                                    |
| ja   | Datei hochladen | Bildbaum ID: 45085                                                                                     | Sakrale Kleindenkmäler                   | Karl-Bekehrty-Straße, ca. 1 km nach Karl-Bekerthy-Straße 59 Standort                                       |                                    |                    | Trapezförmiger Kasten mit Marienbild aus Keramik | Standort: Im Wald in nördlicher Richtung, an der rechten Wegseite                           |
| ja   | Datei hochladen | Plastik „Die Sterngucker“ ID: 42487                                                                    | Profanplastiken/Kunst am Bau freistehend | Lautensackgasse 22-34 Standort                                                                             | Hilde Uray                         |                    | Betonplastik |                                                                                             |
| ja   | Datei hochladen | Plastiken an Zierbrunnen ID: 78382                                                                     | Profanplastiken/Kunst am Bau freistehend | Linzerstraße 128/Rottstraße 1 Standort                                                                     | Wilhelm Frass                      | 1925               | Zwei Betonbrunnen, je fünf Gesichter über Brunnenbecken als Halbreliefs aus Abgrenzungsmauer heraustretend | Standort: zu beiden Seiten einer Treppe                                                     |
| ja   | Datei hochladen | Lichtstrahlen ID: 41075                                                                                | Profanplastiken/Kunst am Bau freistehend | Linzer Straße 174-180 Standort                                                                             | Hannes Turba                       | 1985               | Messingplastik | Standort: Wohnhausanlage                                                                    |
| ja   | Datei hochladen | Plastik „Mutter mit Kindern“ ID: 41282                                                                 | Profanplastiken/Kunst am Bau freistehend | Linzer Straße 299 – 329 / Molischgasse Standort                                                            | Siegfried Charoux                  | 1954               | Eisenzementplastik | Standort: Wohnhausanlage, Hugo-Breitner-Hof                                                 |
| ja   | Datei hochladen | Johannes-von-Nepomuk-Kapelle ID: 61506 HERIS-ID: 28658 Objekt-ID: 25253                                | Sakrale Kleindenkmäler                   | Linzer Straße 421A Standort                                                                                |                                    | 3. Viertel 19. Jh. | Die kleine Rechteckkapelle aus ist lisenengegliedert und beherbergt eine Johannes-Nepomuk-Statue | Standort: An der Brücke über den Halterbach                                                 |
| ja   | Datei hochladen | Hl. Johannes von Nepomuk ID: 45071                                                                     | Sakrale Kleindenkmäler                   | Linzer Straße 429A, nahe Linzerstraße 431 Standort                                                         |                                    | 2. Viertel 18. Jh. | In einer Mauernische des Miller-von-Aichholz-Schlössels befindet sich ein Johannes Nepomuk auf einem Wolkenpodest und ein Putto, der ihm Märtyrerpalme und Kruzifix vorhält.                                                                                     | Standort: Am westlichen Ende der Umfriedungsmauer des Miller-von-Aichholz-Schlössels        |
| ja   | Datei hochladen | Linienkapelle Vulgo: Kapelle Zur Schmerzhaften Muttergottes ID: 45087 HERIS-ID: 28741 Objekt-ID: 25344 | Sakrale Kleindenkmäler                   | Linzerstraße 457 (ehemaliges Linienamt) Standort                                                           | Franz von Neumann                  | 1897               | Der schlichte neobarocke Kapellenbau hat eine Giebelfassade und einen Dachreiter mit Zwiebelhelm. | Standort: Am Steilhang gegenüber                                                            |
| ja   | Datei hochladen | Kreuz ID: 45083                                                                                        | Sakrale Kleindenkmäler                   | gegenüber Linzerstraße 457 (ehemaliges Linienamt) Standort                                                 |                                    |                    | Holzkreuz mit Schutzdach aus Blech | Standort: Auf der Anhöhe, direkt vor der Johannes-von-Nepomuk-Kapelle (Linienkapelle)       |
| ja   | Datei hochladen | Heimito-von-Doderer-Denkmal ID: 74006                                                                  | Denkmäler                                | Mauerbachstraße, Hadersdorf. Standort                                                                      |                                    | 1976               | Findling mit Inschriftentafel für Heimito von Doderer, der im bis 1960 bestehenden Laudonschen Forsthaus geboren wurde. | Standort: Im Wald, nahe den sog. Türkensteinen.                                             |
| ja   | Datei hochladen | „Knabengruppe“ ID: 41637                                                                               | Profanplastiken/Kunst am Bau freistehend | Mauerbachstraße 38 Standort                                                                                | Alfred Hofmann                     | ca. 1968           | Steinzeugplastik | Standort: Wohnhausanlage                                                                    |
| ja   | Datei hochladen | Rotes Kreuz Vulgo: Grenzkreuz ID: 45082                                                                | Sakrale Kleindenkmäler                   | Mauerbachstraße 141 Standort                                                                               |                                    |                    | Holzkreuz mit silberfarbenem Korpus an der Wiener Landesgrenze | Standort: am Ende der Mauerbachstraße an der Landesgrenze an der Brücke über den Hainbach   |
| ja   | Datei hochladen | Vier Kinder mit Tier ID: 42056                                                                         | Profanplastiken/Kunst am Bau freistehend | Müller-Guttenbrunn-Straße 22-24 Standort                                                                   | Eduard Robitschko                  | 1958/59            | Bronzeplastik | Standort: Wohnhausanlage                                                                    |
| ja   | Datei hochladen | Bildbaum Vulgo: Taferleiche ID: 45077                                                                  | Sakrale Kleindenkmäler                   | Nach Amundsenstraße 5 (Schottenhof) Standort                                                               |                                    |                    | Zwei gerahmte Andachtsbilder an einem Baum | Standort: Direkt nordöstlich des Schottenhofs, am Straßenrand                               |
| ja   | Datei hochladen | Ursprungbrunnen ID: 45074 HERIS-ID: 28431 Objekt-ID: 25020                                             | Brunnen                                  | Neben Hauptstraße 9, neben der Pfarr- und Wallfahrtskirche Maria Heimsuchung (Hauptstraße 7) Standort      | Domenico Carlone                   | 1. Hälfte 17. Jh.  | Der Brunnen steht an der Rückseite eines Baldachins aus toskanischen Säulen und kuppelförmigem Metalldach, unter dem eine Sandsteinkopie einer Figur der Gnadenmadonna im Prunkgewand aufgestellt ist.                                                           | Standort: Südwestlich der Kirche                                                            |
| ja   | Datei hochladen | Abstrakte Komposition ID: 41787                                                                        | Profanplastiken/Kunst am Bau freistehend | Niederpointenstraße 7 Standort                                                                             | Hermann Kosel                      | 1969               | pyramidenförmige Betonstele mit Mosaik | Standort: Wohnhausanlage                                                                    |
| ja   | Datei hochladen | Leopold Steiner ID: 45092                                                                              | Denkmäler                                | Otto-Wagner-Spital, Baumgartner Höhe 1 Standort                                                            |                                    | 1907               | Büste für Leopold Steiner, dem Baumeister des von Otto Wagner konzipierten Spitals | Standort: In der Mittelachse der Anlage, direkt unterhalb der Kirche am Steinhof            |
| ja   | Datei hochladen | Kaiser Franz Joseph I. ID: 45102                                                                       | Denkmäler                                | Otto-Wagner-Spital, Baumgartner Höhe 1, Pulmologisches Zentrum Standort                                    |                                    | 1907               | Büste Kaiser Franz Josephs auf hohem Marmorsockel mit Wangen | Standort: Nördlich des Mittelpavillons des Kurhauses                                        |
| ja   | Datei hochladen | Von Löwen flankiertes Wasserbecken ID: 45088                                                           | Brunnen                                  | Otto-Wagner-Spital, Sanatoriumsstraße 2, Pulmologisches Zentrum Standort                                   |                                    | 1907               | Trapezförmiges Becken, das von zwei sitzenden Steinlöwen flankiert wird | Standort: Südlich des Mittelpavillons des Kurhauses, in der Mittelachse der Anlage          |
| ja   | Datei hochladen | Statuenausstattung im Garten des Palais Cumberland ID: 45096                                           | Profanplastiken/Kunst am Bau freistehend | Penzinger Straße 7-9 (heute Max-Reinhardt-Seminar) Standort                                                | G. Morletter                       | 3. Viertel 19. Jh. | Drei weibliche Statuen | Standort: Vor der Gartenfassade, im Park zur Hadikgasse                                     |
| ja   | Datei hochladen | Schreitender Mann ID: 42109                                                                            | Profanplastiken/Kunst am Bau freistehend | Pfaffenbergengasse am oberen Ende Standort                                                                 | Josef Pillhofer                    | 1965               | Natursteinplastik | Standort: Wohnhausanlage – in der Grünfläche zwischen den Wohnbauten bei den Stiegen        |
| ja   | Datei hochladen | Plastik „Fisch“ ID: 42451                                                                              | Profanplastiken/Kunst am Bau freistehend | Reinlgasse 21 / Märzstraße, Familienfreibad Standort                                                       | Andrea Schrittwieser               | 1963               | Kunststeinplastik, war ursprünglich im Becken aufgestellt, nunmehr in der Liegewiese | Standort: bei der Liegewiese im Eck zwischen den Sträuchern                                 |
| ja   | Datei hochladen | Vogeltränke ID: 42654                                                                                  | Profanplastiken/Kunst am Bau freistehend | Rottstraße 5 Standort                                                                                      | Luise Wolf                         |                    | Kunststein mit Mosaikbelag | Standort: Wohnhausanlage                                                                    |
| ja   | Datei hochladen | Expandierend ID: 42606                                                                                 | Profanplastiken/Kunst am Bau freistehend | Salisstraße/Pachmanngasse Standort                                                                         | Herbert Wasenegger                 | 1975               | Plastik aus Margarethner Kalksandstein | Standort: Wohnhausanlage                                                                    |
| ja   | Datei hochladen | Heinz-Conrads-Denkmal ID: 74008                                                                        | Denkmäler                                | Schlossallee / Penzingerstraße. Heinz-Conrads-Park Standort                                                | Josef Lehner                       | 1990               | Findling mit Rieliefplatte, die ein Porträt Heinz Conrads' zeigt |                                                                                             |
| ja   | Datei hochladen | Löwe ID: 78377Teil von HERIS-ID: 66682 Objekt-ID: 79590                                                | Profanplastiken/Kunst am Bau freistehend | Schönbrunner Schlossbrücke Standort                                                                        | Johann Christian Wilhelm Beyer     | 1780               | Auf einem Sockel liegende steinerne Löwenfigur | Standort: links                                                                             |
| ja   | Datei hochladen | Löwe ID: 78378Teil von HERIS-ID: 66682 Objekt-ID: 79590                                                | Profanplastiken/Kunst am Bau freistehend | Schönbrunner Schlossbrücke Standort                                                                        | Johann Christian Wilhelm Beyer     | 1780               | Auf einem Sockel liegende steinerne Löwenfigur | Standort: rechts                                                                            |
| ja   | Datei hochladen | Adalbert-Stifter-Denkmal ID: 45075                                                                     | Denkmäler                                | Sofienalpenstr. (=Adalbert-Stifter-Str.), ca. 1 km ab Mauerbachstr. Standort                               |                                    | 1. Viertel 20. Jh. | Porträt Adalbert Stifters, das in unbehauenem Felsen eingelassen ist | Standort: Bei Kilometerstein 1, vor Brücke                                                  |
| ja   | Datei hochladen | Waldandacht ID: 45086                                                                                  | Sakrale Kleindenkmäler                   | Verlängerung der Wurzbachtalgasse, am Waldweg nach Wurzbachtalgasse 43 Standort                            |                                    |                    | Breitpfeiler mit abgetreppten, von Kreuz bekröntem Dach und Ziergitter, das einige Votivgegenstände beherbergt | Standort: Nach ca. 150 Metern                                                               |
| ja   | Datei hochladen | Bildbaum ID: 61511                                                                                     | Sakrale Kleindenkmäler                   | Verlängerung der Wurzbachtalgasse, am Waldweg nach Wurzbachtalgasse 43 Standort                            |                                    |                    | Christusbild mit Holzrahmen und Schutzdach am lebenden Baum | Standort: Nach ca. 150 m, bei der Waldandacht                                               |
| ja   | Datei hochladen | Penzinger Lichtsäule Vulgo: Totenleuchte ID: 45099 HERIS-ID: 28958 Objekt-ID: 25571                    | Sakrale Kleindenkmäler                   | Vor Einwanggasse 31, Ecke Cumberlandstraße 42 Standort                                                     |                                    | ca. 1500           | Der spätgotische, oktogonaler Tabernakelpfeiler auf Stufenpodest hat eine profilierte Nische mit Kreuzigungsdarstellung. Der Aufsatz ist mit einer Kreuzblume abgeschlossen.                                                                                     | Standort: Gegenüber Penzinger Pfarrkirche Hl. Jakob (Einwanggasse 30 A)                     |
| ja   | Datei hochladen | Bildstock ID: 45079                                                                                    | Sakrale Kleindenkmäler                   | Vor Hüttelbergstraße 29 Standort                                                                           |                                    |                    | ikonenartiges Marienbild in flachen Kasten auf Pfosten | Standort: In der Hecke vor dem Wohnbau                                                      |
| ja   | Datei hochladen | Bildstock Vulgo: Grenzkreuz ID: 45100                                                                  | Sakrale Kleindenkmäler                   | Vor Linzer Straße 331/333 Standort                                                                         |                                    |                    | Das Kreuz markierte die Grenze der ehemaligen Gemeinden Baumgarten und Penzing. Es ist ein quadratischer Pfeiler mit vier Mosaikdarstellungen (die von einer Erneuerung aus dem Jahr 1956/57 stammen) und einem Ziegeldach mit Strahlenkreuz.                    | Standort: In Grünanlage                                                                     |
| ja   | Datei hochladen | Dreifaltigkeitssäule Vulgo: Pestsäule ID: 45090 HERIS-ID: 28664 Objekt-ID: 25259                       | Sakrale Kleindenkmäler                   | Vor Linzer Straße 422, Ecke Hüttelbergstraße 1 Standort                                                    |                                    | 1713               | Auf einer ionischen Säule über einem Vierkantpodest befindet sich ein Gnadenstuhl. |                                                                                             |
| ja   | Datei hochladen | Lamberta-Kreuz ID: 45101                                                                               | Sakrale Kleindenkmäler                   | Vor Mauerbachstraße 22, Ecke Josef-Prokop-Gasse Standort                                                   |                                    | 1858               | Hohes Holzkreuz, das von Olivier von Laudon gestiftet wurde | Standort: In erhöhter Grünfläche im Straßenzwickel                                          |
| ja   | Datei hochladen | Wegkreuz mit Marienbild ID: 45084                                                                      | Sakrale Kleindenkmäler                   | Vor Rieglerhütte 8, an der Karl-Bekehrty-Straße Standort                                                   |                                    |                    | Holzkreuz mit rautenförmiger Rückwand im Mittelpunkt, in der sich ein Marienbild befindet |                                                                                             |
| ja   | Datei hochladen | Denkmal für Opfer des Faschismus ID: 91408                                                             | Denkmäler                                | Waidhausenstraße 52, Friedhof Baumgarten Standort                                                          |                                    |                    | Gedenkstein mit der Inschrift: Im Gedenken an die Opfer des Faschismus/ Für ein freies demokratisches Österreich/ Wir werden sie nie vergessen | Standort: beim Eingang                                                                      |